# Konopiště (Benešov)
Konopiště je vesnice, bývalá obec, místní část města Benešov ve Středočeském kraji. Název nese podle zámku Konopiště, který je zde nejvýznamnější stavbou. Konopiště leží asi 2 km na západ od centra města, při silnici III/10614 vedoucí z Benešova směrem do Václavic, v okolí hráze Konopišťského rybníka na Konopišťském potoce, a spadá do katastrálního území Benešov u Prahy. Před druhou světovou válkou patřily k obci Konopiště i vesnice Pomněnice, Chlístov, Žabovřesky a Zbožnice, ležící severně od konopišťské obory.

## Historie
Za druhé světové války se území obce Konopiště stalo součástí vojenského cvičiště Zbraní SS Benešov a její obyvatelé se museli vystěhovat. Obec byla v harmonogramu vysidlování rozdělena do dvou zón: vesnice Chlístov, Zbožnice a Žabovřesky byly s II. zónou vyklizeny k 1. dubnu 1943, Konopiště a Pomněnice s III. zónou k 31. prosinci 1943.
Vesnice Konopiště a Pomněnice byly v roce 1961 připojeny k městu Benešov, Chlístov se stal samostatnou obcí, jejíž částí se staly i Žabovřesky, Zbožnice se stala částí obce Václavice.

## Obyvatelstvo
| Rok            | 1869 | 1880 | 1890 | 1900 | 1910 | 1921 | 1930 | 1950 | 1961 | 1970 | 1980 | 1991 | 2001 | 2011 | 2021 |
| -------------- | ---- | ---- | ---- | ---- | ---- | ---- | ---- | ---- | ---- | ---- | ---- | ---- | ---- | ---- | ---- |
| Počet obyvatel | 338  | 404  | 391  | 174  | 115  | 123  | 149  | 147  | 147  | 82   | 108  | 85   | 51   | 63   | 54   |
| Počet domů     | 27   | 26   | 23   | 12   | 13   | 15   | 15   | 16   | 16   | 14   | 17   | 20   | 13   | 23   | 23   |

## Budovy
Čp. 1 má vlastní budova konopišťského zámku. Další budovy se nacházejí severně od zámku, pod hrází Konopišťského rybníka při pravém břehu Konopišťském potoce: čp. 3, 4 a 5 v okolí parkoviště a rybníčku přímo pod hrází, o sto metrů dále je pak restaurace Stará Myslivna (čp. 2) s dalšími budovami (čp. 14, 15, 16, 17, 19). Za mostem silnice III/10614 se na levém břehu potoka nachází dům čp. 30 (pension Konopiště, muzeum motocyklů) a čp. 22 (restaurace a hotel Nová Myslivna). Proti nim se na pravém břehu potoka nachází velké parkoviště. Jižně od zámku se v Růžové zahradě nachází dům čp. 8. Na jižním břehu Konopištského rybníka je přírodní divadlo. Na severním břehu rybníka, poblíž hráze, se kolem silnice III/10614 nacházejí domy čp. 6 a 7.
Severně od rybníka a zámku se nachází mezi levým břehem potoka a vesnicí Žabovřesky konopišťská obora.
Pod hrází Jarkovického rybníka, asi 1 km jihozápadně od zámku, se nachází na levém břehu potoka samota Papírna, která má konopišťská popisná čísla, ale některé mapy a adresáře ji zcela nebo zčásti přiřazují k místní části Chvojen. Zde jsou především sádky společnosti Líšno a. s. (sídlo společnosti je v budově čp. 24), ale i čtyři domky (čp. 28. 27, 25, 26) při západním okraji a budovy čp. 23 a 29 u břehu potoka severně od sádek.
Dům čp. 9 se nachází osamoceně asi 0,7 km jižně od zámku, při severním okraji silnice III/11457, vedoucí od Jarkovického rybníka do Benešova. Další skupina budov se nachází při jižním okraji téže silnice ještě blíže k Benešovu, v blízkosti silnice I/3 – usedlost V Širých nese čp. 10, v bezprostřední blízkosti leží kemp Konopiště s budovou čp. 21 a na jeho druhém konci usedlost čp. 20. Asi 200 metrů severně od této skupiny domů se v lese nachází u stejnojmenného kopce hájovna Šiberna (čp. 11).
Další skupina budov stojí asi 1,2 km severovýchodně od zámku, při silnicích III/10613 a II/106. Zde leží rozsáhlý zemědělský areál bývalého Agropodniku Benešov, dnes Mydlářka a. s., která zde má velký areál pro chov slepic a výrobu vajec. Dvůr Mydlářka v jižní části tohoto areálu patří číslem popisným 253 již k Benešovu, avšak u severní strany drůbežárny se nachází samota U Želetinky s konopišťskými čísly popisnými 12 a 13.